# Jaculatoria
Jaculatoria, en la cultura cristiana, es una breve oración o invocación. Puede aceptar como sinónimos: plegaria, rogativa e invocación; y muy a menudo viene asociada a la sagrada tradición. Su uso literario se aplica en sentido figurado a una frase o estribillo corto, repetitivo y sentencioso.
La RAE acepta la etimología latina de «iaculatorĭus», en su sentido de lanzar al cielo una plegaria. Otros diccionarios apuntan que esa oración lanzada al cielo ha de hacerse con vivo corazón (fervor).
Dentro del catolicismo romano, algunas jaculatorias comunes incluyen la Oración de Jesús, Ven Espíritu Santo y el Descanso Eterno.  En el metodismo, algunas jaculatorias comunes incluyen "¡Alabado sea el Señor!", "¡Aleluya!" y "¡Amén!".  El teólogo puritano William Perkins instó a sus alumnos a "orar continuamente" a través de "jaculatorias secretas e internas del corazón".  El rito luterano para la confesión y absolución corporativa incluye que el pastor ofrezca jaculatorias después de que los penitentes reciten el Confiteor. 

## En la literatura
"Había un hombre buenísimo, pero muy desgraciado. Cuanto emprendía le salía mal, y mientras con más fervor le rogaba a Dios todos los días cuando iba a misa para el logro de sus peticiones, más adversa le era la fortuna. Su mujer, y después sus hijos, enfermaron; rogó al Señor con sumo fervor los sanara, y se murieron; tuvo un pleito, del que pendía toda su fortuna; pidió al Señor con angustia el ganarlo, y lo perdió. Pero lejos de agriarse ni que decayese su devoción, se dijo:

-Está visto que el Señor no quiere que yo le pida nada; cúmplase su santa voluntad; no volveré a pedirle nada de cosas terrenas.

Y así fue, porque siempre que acababa de oír misa, se postraba ante la imagen del Señor a adorarle, sin decir más que «¡Señor, aquí está Juan!». Así siguió mientras duró su santa y desgraciada vida, repitiendo todos los días, postrado ante el altar: «¡Señor, aquí está Juan!». Murió tranquilamente, y al llegar su alma al cielo repitió su humilde jaculatoria : «¡Señor, aquí está Juan!». Y al momento las puertas se abrieron de par en par."
 Cuentos, adivinanzas y refranes populares (1921) Fernán Caballero

## En la azulejería

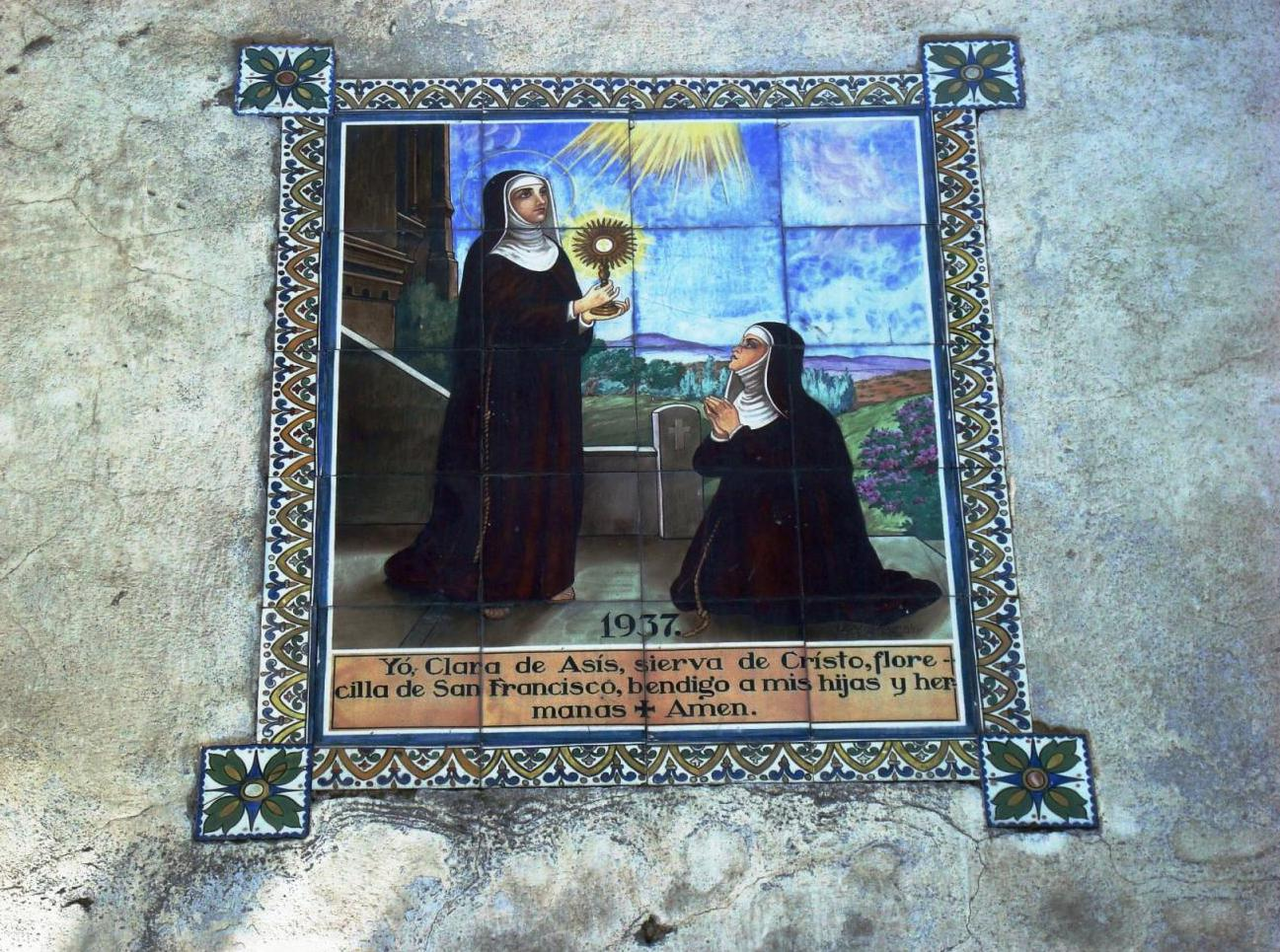
Clara de Asís en la iglesia de san Francisco de Asís en Coyoacan,  MéxicoDF.
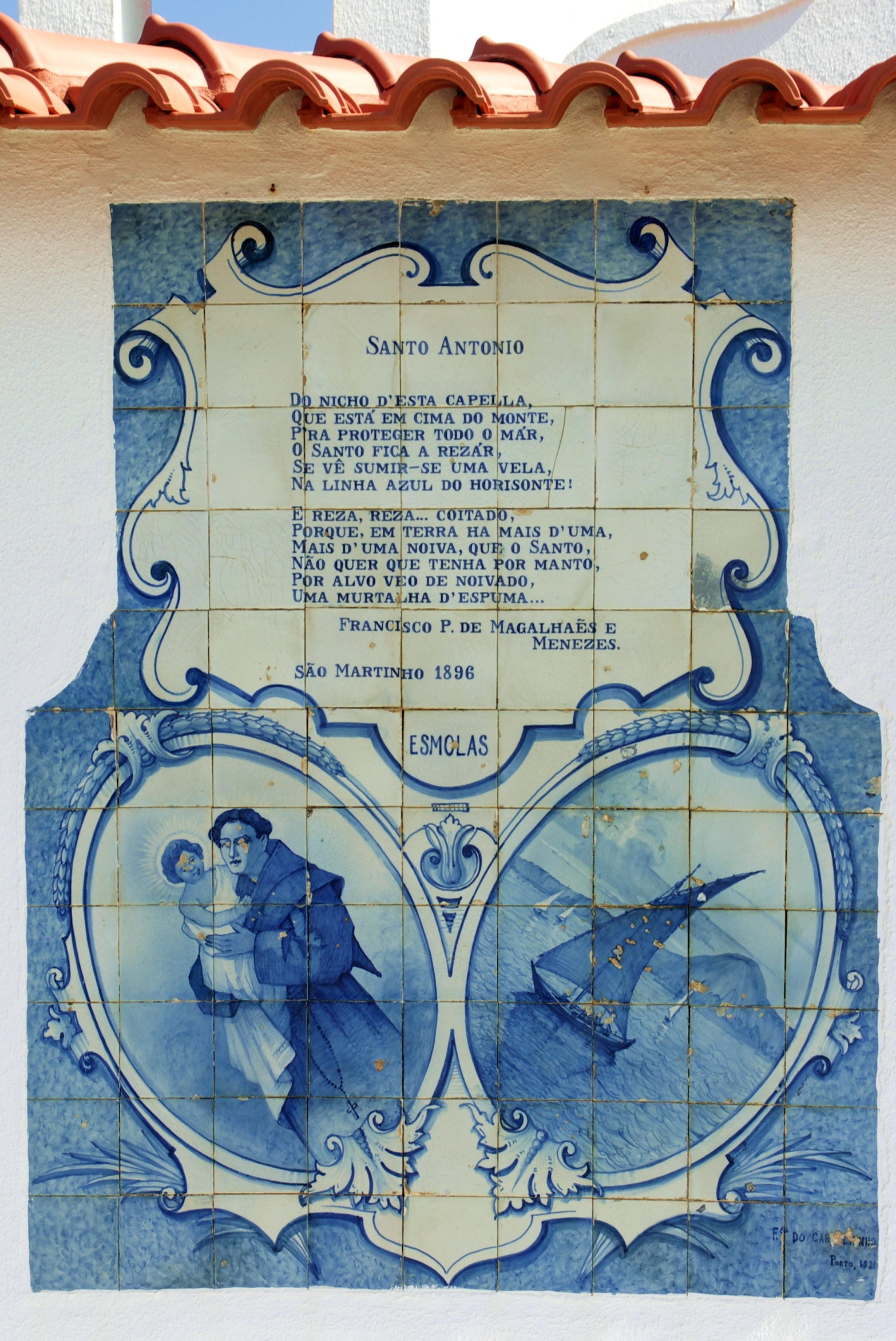
Mural de azulejos con jaculatorias de san Antonio, en San Martinho do Porto, Portugal.
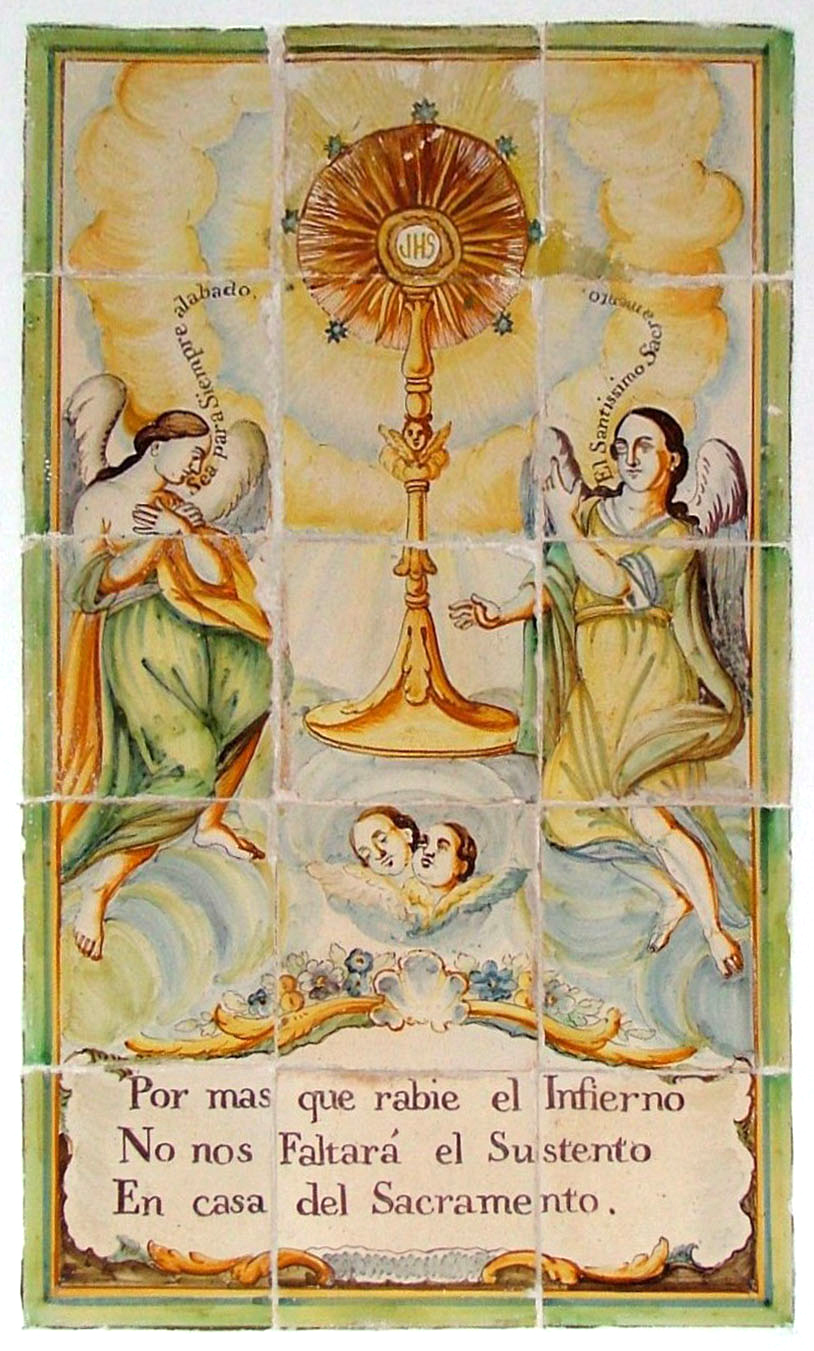
Azulejo fundacional del Monasterio de Capuchinas de Alicante.